# حكومة معروف البخيت الأولى
حكومة معروف البخيت الأولى هي الحكومة رقم 90 منذ أعلان استقلال إمارة شرق الأردن عام 1921 والسابعة في عهد الملك عبد الله الثاني. شكّل معروف البخيت الحكومة في 24 نوفمبر عام 2005، بتكليف من ملك الأردن عبد الله الثاني بن الحسين. وقد حلّت الحكومة في شهر نوفمبر 2007.

## التشكيل
| الاسم                                       | المهام الوزارية                                            |
| ------------------------------------------- | ---------------------------------------------------------- |
| دولة الدكتور معروف سليمان بخيت البخيت       | رئيسا للوزراء ووزيرا للدفاع                                |
| معالي الدكتور زياد محمد فريز فريز           | نائبا لرئيس الوزراء ووزير للمالية                          |
| معالي السيد عبدالاله محمد عبدالرحمن الخطيب  | وزيرا للخارجية                                             |
| معالي السيد نادر محمد الصبح الظهيرات        | وزيرا للشؤون البلدية                                       |
| معالي السيد عيد زعل نمر الفايز              | وزيرا للداخلية                                             |
| معالي المهندس حسني محمد حسن ابوغيدا         | وزيرا للاشغال العامة والاسكان                              |
| معالي الدكتور خالد عوني عبدالرحمن طوقان     | وزيرا للتربية والتعليم ووزيرا للتعليم العالي والبحث العلمي |
| معالي الدكتور عبد علي مسلم الشخانبة         | وزيرا للعدل                                                |
| معالي المهندس عزمي محمد مصطفى الخريسات      | وزيرا للطاقة والثروة المعدنية                              |
| معالي المهندس سعيد سميح طالب دروزه          | وزيرا للصحة                                                |
| معالي السيد سعود احمد عارف نصيرات           | وزيرا للنقل                                                |
| معالي السيد "محمد شريف " علي شريف الزعبي    | وزيرا للصناعة والتجارة                                     |
| معالي السيدة سهير عبدالرحمن مصطفى العلي     | وزيرا للتخطيط والتعاون الدولي                              |
| معالي المهندس خالد انيس محمد زيدالايراني    | وزيرا للبيئة                                               |
| معالي السيد باسم خليل سالم السالم           | وزيرا للعمل                                                |
| معالي السيد سالم احمد جميل الخزاعلة         | وزيرا لتطوير القطاع العام                                  |
| معالي السيد عبد الفتاح موسى صلاح            | وزيرا للاوقاف والشؤون والمقدسات الاسلامية                  |
| معالي المهندس "محمد ظافر" يعقوب محمد العالم | وزيرا للمياه والري                                         |
| معالي الدكتور عاكف احمد مفلح الزعبي         | وزيرا للزراعة                                              |
| معالي الدكتور عادل عيسى علي الطويسي         | وزيرا للثقافة                                              |
| معالي الدكتور صبري عبداللطيف محمد اربيحات   | وزيرا للتنمية السياسية ووزيرا للشؤون البرلمانية            |
| معالي الدكتور سليمان سليم سالم الطراونة     | وزيرا للتنمية الاجتماعية                                   |
| معالي السيد منير يوسف مرقص نصار             | وزيرا للسياحة والاثار                                      |
| معالي السيد عمر اشرف سيدو الكردي            | وزيرا للاتصالات وتكنولوجيا المعلومات                       |

التعديل 22/11/2006
| الاسم                                         | المهام الوزارية                                        |
| --------------------------------------------- | ------------------------------------------------------ |
| معالي الدكتور خالد علي عبدالعزيز سمارة الزعبي | وزير دولة للشؤون القانونية                             |
| معالي الدكتور محمد محمود خليل الذنيبات        | وزيرا لتطوير القطاع العام ووزير دولة للشؤون البرلمانية |
| معالي الدكتور "محي الدين" شعبان "وردشوقه" توق | وزير دولة لشؤون رئاسة الوزراء                          |
| معالي السيد "محمد شريف " علي شريف الزعبي      | وزيرا للعدل                                            |
| معالي السيد سالم احمد جميل الخزاعلة           | وزيرا للصناعة والتجارة                                 |
| معالي الدكتور سعد حمدان سلامه الخرابشة        | وزيرا للصحة                                            |
| معالي الدكتور خالد نجيب عبدالقادر الشريدة     | وزيرا للطاقة والثروة المعدنية                          |
| معالي الدكتور محمد صالح ذياب العوران          | وزيرا للتنمية السياسية                                 |
| معالي الدكتور مصطفى محمد مصطفى قرنفلة         | وزيرا للزراعة                                          |
| معالي السيد باسم فواز سليمان الروسان          | وزيرا للاتصالات وتكنولوجيا المعلومات                   |
| معالي السيد أسامة إسماعيل احمد الدباس         | وزيرا للسياحة والاثار                                  |

تعديل 02/09/2007
| الاسم                                   | المهام الوزارية    |
| --------------------------------------- | ------------------ |
| معالي الدكتور حمد عفنان رزق الكساسبه    | وزيرا للمالية      |
| معالي الدكتور صلاح محمد عطالله المواجده | وزيرا للصحة        |
| معالي الدكتور محمد رشيد يوسف شطناوي     | وزيرا للمياه والري |

## وصلات خارجية
- موقع رئاسة الوزراء

| سبقه حكومة عدنان بدران | الحكومة الأردنية October 24, 2011 - May 2, 2012 | تبعه حكومة نادر الذهبي |